# Danh sách tiểu hành tinh: 15301–15400
| Tên               | Tên đầu tiên | Ngày phát hiện       | Nơi phát hiện           | Người phát hiện                                  |
| ----------------- | ------------ | -------------------- | ----------------------- | ------------------------------------------------ |
| 15301 Marutesser  | 1992 SC2     | 21 tháng 9 năm 1992  | Đài quan sát Tautenburg | L. D. Schmadel, F. Börngen                       |
| 15302 -           | 1992 TJ1     | 2 tháng 10 năm 1992  | Palomar                 | H. E. Holt                                       |
| 15303 -           | 1992 UJ2     | 19 tháng 10 năm 1992 | Kitami                  | K. Endate, K. Watanabe                           |
| 15304 Wikberg     | 1992 UX4     | 21 tháng 10 năm 1992 | Palomar                 | C. S. Shoemaker, E. M. Shoemaker                 |
| 15305 -           | 1992 WT1     | 18 tháng 11 năm 1992 | Dynic                   | A. Sugie                                         |
| 15306 -           | 1992 WK2     | 18 tháng 11 năm 1992 | Kushiro                 | S. Ueda, H. Kaneda                               |
| 15307 -           | 1992 XK      | 15 tháng 12 năm 1992 | Kiyosato                | S. Otomo                                         |
| 15308 -           | 1993 FR4     | 17 tháng 3 năm 1993  | La Silla                | UESAC                                            |
| 15309 -           | 1993 FZ7     | 17 tháng 3 năm 1993  | La Silla                | UESAC                                            |
| 15310 -           | 1993 FT19    | 17 tháng 3 năm 1993  | La Silla                | UESAC                                            |
| 15311 -           | 1993 FZ22    | 21 tháng 3 năm 1993  | La Silla                | UESAC                                            |
| 15312 -           | 1993 FH27    | 21 tháng 3 năm 1993  | La Silla                | UESAC                                            |
| 15313 -           | 1993 FM28    | 21 tháng 3 năm 1993  | La Silla                | UESAC                                            |
| 15314 -           | 1993 FL34    | 17 tháng 3 năm 1993  | La Silla                | UESAC                                            |
| 15315 -           | 1993 FX35    | 19 tháng 3 năm 1993  | La Silla                | UESAC                                            |
| 15316 -           | 1993 HH1     | 20 tháng 4 năm 1993  | Kitami                  | K. Endate, K. Watanabe                           |
| 15317 -           | 1993 HW1     | 23 tháng 4 năm 1993  | Palomar                 | E. F. Helin                                      |
| 15318 Innsbruck   | 1993 KX1     | 24 tháng 5 năm 1993  | Palomar                 | C. S. Shoemaker                                  |
| 15319 -           | 1993 NU1     | 12 tháng 7 năm 1993  | La Silla                | E. W. Elst                                       |
| 15320 -           | 1993 OQ8     | 20 tháng 7 năm 1993  | La Silla                | E. W. Elst                                       |
| 15321 Donnadean   | 1993 PE8     | 13 tháng 8 năm 1993  | Palomar                 | C. S. Shoemaker, D. H. Levy                      |
| 15322 -           | 1993 QY      | 16 tháng 8 năm 1993  | Caussols                | E. W. Elst                                       |
| 15323 -           | 1993 QH4     | 18 tháng 8 năm 1993  | Caussols                | E. W. Elst                                       |
| 15324 -           | 1993 QO4     | 18 tháng 8 năm 1993  | Caussols                | E. W. Elst                                       |
| 15325 -           | 1993 QN7     | 20 tháng 8 năm 1993  | La Silla                | E. W. Elst                                       |
| 15326 -           | 1993 QA9     | 20 tháng 8 năm 1993  | La Silla                | E. W. Elst                                       |
| 15327 -           | 1993 RA3     | 14 tháng 9 năm 1993  | Palomar                 | E. F. Helin                                      |
| 15328 -           | 1993 RJ9     | 14 tháng 9 năm 1993  | La Silla                | H. Debehogne, E. W. Elst                         |
| 15329 Sabena      | 1993 SN7     | 17 tháng 9 năm 1993  | La Silla                | E. W. Elst                                       |
| 15330 -           | 1993 TO      | 8 tháng 10 năm 1993  | Kitami                  | K. Endate, K. Watanabe                           |
| 15331 -           | 1993 TO24    | 9 tháng 10 năm 1993  | La Silla                | E. W. Elst                                       |
| 15332 CERN        | 1993 TU24    | 9 tháng 10 năm 1993  | La Silla                | E. W. Elst                                       |
| 15333 -           | 1993 TS36    | 13 tháng 10 năm 1993 | Palomar                 | H. E. Holt                                       |
| 15334 -           | 1993 UE      | 20 tháng 10 năm 1993 | Siding Spring           | R. H. McNaught                                   |
| 15335 -           | 1993 UV      | 23 tháng 10 năm 1993 | Oizumi                  | T. Kobayashi                                     |
| 15336 -           | 1993 UC3     | 22 tháng 10 năm 1993 | Nyukasa                 | M. Hirasawa, S. Suzuki                           |
| 15337 -           | 1993 VT2     | 7 tháng 11 năm 1993  | Siding Spring           | R. H. McNaught                                   |
| 15338 -           | 1994 AZ4     | 5 tháng 1 năm 1994   | Kitt Peak               | Spacewatch                                       |
| 15339 -           | 1994 AA9     | 8 tháng 1 năm 1994   | Kitt Peak               | Spacewatch                                       |
| 15340 -           | 1994 CE14    | 8 tháng 2 năm 1994   | La Silla                | E. W. Elst                                       |
| 15341 -           | 1994 CV16    | 8 tháng 2 năm 1994   | La Silla                | E. W. Elst                                       |
| 15342 Assisi      | 1994 GD10    | 3 tháng 4 năm 1994   | Đài quan sát Tautenburg | F. Börngen                                       |
| 15343 -           | 1994 PB1     | 15 tháng 8 năm 1994  | Farra d'Isonzo          | Farra d'Isonzo                                   |
| 15344 -           | 1994 PA2     | 9 tháng 8 năm 1994   | Palomar                 | PCAS                                             |
| 15345 -           | 1994 PK11    | 10 tháng 8 năm 1994  | La Silla                | E. W. Elst                                       |
| 15346 Bonifatius  | 1994 RT11    | 2 tháng 9 năm 1994   | Đài quan sát Tautenburg | F. Börngen                                       |
| 15347 -           | 1994 UD      | 16 tháng 10 năm 1994 | Stakenbridge            | B. G. W. Manning                                 |
| 15348 -           | 1994 UJ      | 31 tháng 10 năm 1994 | Oizumi                  | T. Kobayashi                                     |
| 15349 -           | 1994 UX1     | 31 tháng 10 năm 1994 | Kushiro                 | S. Ueda, H. Kaneda                               |
| 15350 Naganuma    | 1994 VB2     | 3 tháng 11 năm 1994  | Yatsugatake             | Y. Kushida, O. Muramatsu                         |
| 15351 -           | 1994 VO6     | 4 tháng 11 năm 1994  | Kitami                  | K. Endate, K. Watanabe                           |
| 15352 -           | 1994 VB7     | 11 tháng 11 năm 1994 | Nyukasa                 | M. Hirasawa, S. Suzuki                           |
| 15353 -           | 1994 WA      | 22 tháng 11 năm 1994 | Colleverde              | V. S. Casulli                                    |
| 15354 -           | 1994 YN1     | 31 tháng 12 năm 1994 | Oizumi                  | T. Kobayashi                                     |
| 15355 -           | 1995 AZ3     | 2 tháng 1 năm 1995   | Caussols                | E. W. Elst                                       |
| 15356 -           | 1995 DE      | 20 tháng 2 năm 1995  | Oizumi                  | T. Kobayashi                                     |
| 15357 -           | 1995 FM      | 26 tháng 3 năm 1995  | Nachi-Katsuura          | Y. Shimizu, T. Urata                             |
| 15358 -           | 1995 FM8     | 26 tháng 3 năm 1995  | Kitt Peak               | Spacewatch                                       |
| 15359 -           | 1995 GV2     | 2 tháng 4 năm 1995   | Kitt Peak               | Spacewatch                                       |
| 15360 Moncalvo    | 1996 CY7     | 14 tháng 2 năm 1996  | Cima Ekar               | U. Munari, M. Tombelli                           |
| 15361 -           | 1996 DK2     | 23 tháng 2 năm 1996  | Oizumi                  | T. Kobayashi                                     |
| 15362 -           | 1996 ED      | 9 tháng 3 năm 1996   | Oizumi                  | T. Kobayashi                                     |
| 15363 Ysaye       | 1996 FT6     | 18 tháng 3 năm 1996  | Kitt Peak               | Spacewatch                                       |
| 15364 -           | 1996 HT2     | 17 tháng 4 năm 1996  | Kitt Peak               | Spacewatch                                       |
| 15365 -           | 1996 HQ9     | 17 tháng 4 năm 1996  | La Silla                | E. W. Elst                                       |
| 15366 -           | 1996 HR16    | 18 tháng 4 năm 1996  | La Silla                | E. W. Elst                                       |
| 15367 -           | 1996 HP23    | 20 tháng 4 năm 1996  | La Silla                | E. W. Elst                                       |
| 15368 Katsuji     | 1996 JZ      | 14 tháng 5 năm 1996  | Moriyama                | R. H. McNaught, Y. Ikari                         |
| 15369 -           | 1996 KB      | 16 tháng 5 năm 1996  | Haleakala               | NEAT                                             |
| 15370 Kanchi      | 1996 NW      | 15 tháng 7 năm 1996  | Kuma Kogen              | A. Nakamura                                      |
| 15371 Steward     | 1996 RZ18    | 15 tháng 9 năm 1996  | Kitt Peak               | Spacewatch                                       |
| 15372 Agrigento   | 1996 TK41    | 8 tháng 10 năm 1996  | La Silla                | E. W. Elst                                       |
| 15373 -           | 1996 WV1     | 20 tháng 11 năm 1996 | Xinglong                | Chương trình tiểu hành tinh Bắc Kinh Schmidt CCD |
| 15374 Teta        | 1997 BG      | 16 tháng 1 năm 1997  | Kleť                    | M. Tichý, Z. Moravec                             |
| 15375 -           | 1997 BO9     | 30 tháng 1 năm 1997  | Cima Ekar               | U. Munari, M. Tombelli                           |
| 15376 Marták      | 1997 CT1     | 1 tháng 2 năm 1997   | Modra                   | P. Kolény, L. Kornoš                             |
| 15377 -           | 1997 KW      | 31 tháng 5 năm 1997  | Xinglong                | Chương trình tiểu hành tinh Bắc Kinh Schmidt CCD |
| 15378 Artin       | 1997 PJ2     | 7 tháng 8 năm 1997   | Prescott                | P. G. Comba                                      |
| 15379 Alefranz    | 1997 QG1     | 29 tháng 8 năm 1997  | Sormano                 | P. Sicoli, P. Chiavenna                          |
| 15380 -           | 1997 QQ4     | 30 tháng 8 năm 1997  | Caussols                | ODAS                                             |
| 15381 Spadolini   | 1997 RB1     | 1 tháng 9 năm 1997   | Pianoro                 | V. Goretti                                       |
| 15382 Vian        | 1997 SN      | 20 tháng 9 năm 1997  | Ondřejov                | L. Šarounová                                     |
| 15383 -           | 1997 SE3     | 21 tháng 9 năm 1997  | Woomera                 | F. B. Zoltowski                                  |
| 15384 Samková     | 1997 SC4     | 16 tháng 9 năm 1997  | Ondřejov                | P. Pravec                                        |
| 15385 Dallolmo    | 1997 SP4     | 25 tháng 9 năm 1997  | Bologna                 | Osservatorio San Vittore                         |
| 15386 Nicolini    | 1997 ST4     | 25 tháng 9 năm 1997  | Dossobuono              | Madonna di Dossobuono                            |
| 15387 -           | 1997 SQ17    | 30 tháng 9 năm 1997  | Nanyo                   | T. Okuni                                         |
| 15388 Coelum      | 1997 ST17    | 27 tháng 9 năm 1997  | Bologna                 | Osservatorio San Vittore                         |
| 15389 Geflorsch   | 1997 TL6     | 2 tháng 10 năm 1997  | Caussols                | ODAS                                             |
| 15390 Znojil      | 1997 TJ10    | 6 tháng 10 năm 1997  | Ondřejov                | P. Pravec                                        |
| 15391 -           | 1997 TS16    | 3 tháng 10 năm 1997  | Stroncone               | A. Vagnozzi                                      |
| 15392 Budějický   | 1997 TO19    | 11 tháng 10 năm 1997 | Ondřejov                | L. Šarounová                                     |
| 15393 -           | 1997 TR24    | 9 tháng 10 năm 1997  | Xinglong                | Chương trình tiểu hành tinh Bắc Kinh Schmidt CCD |
| 15394 -           | 1997 TQ25    | 12 tháng 10 năm 1997 | Xinglong                | Beijing Schmidt CCD Asteroid Program             |
| 15395 Rükl        | 1997 UV      | 21 tháng 10 năm 1997 | Ondřejov                | P. Pravec                                        |
| 15396 Howardmoore | 1997 UG2     | 24 tháng 10 năm 1997 | Prescott                | P. G. Comba                                      |
| 15397 Ksoari      | 1997 UK7     | 27 tháng 10 năm 1997 | Heppenheim              | Starkenburg                                      |
| 15398 -           | 1997 UZ23    | 30 tháng 10 năm 1997 | Anderson Mesa           | B. A. Skiff                                      |
| 15399 Hudec       | 1997 VE      | 2 tháng 11 năm 1997  | Kleť                    | J. Tichá, M. Tichý                               |
| 15400 -           | 1997 VZ      | 1 tháng 11 năm 1997  | Oizumi                  | T. Kobayashi                                     |